# Primeira instância
A primeira instância é primeiro grau de hierarquia e de jurisdição do poder judiciário, isto é, o primeiro órgão da justiça ao qual o cidadão deverá dirigir um pedido de solução de conflito.
O juízo da primeira instância é denominado "a quo" e o da segunda instância é denominado "ad quem".

## No Brasil
No Brasil, se o pedido for de competência da justiça estadual (em razão da matéria tratada), será dirigido a uma das varas da justiça do estado; se for de competência da justiça federal comum será dirigido a uma das varas da justiça federal. Excepcionalmente, há casos em que o pedido deve ser dirigido diretamente a um tribunal.
Em regra, a legislação brasileira estabelece a solução dos conflitos em duas instâncias. Se houver recurso à segunda instância, cabe a ela examinar a decisão proferida em primeira instância e julgar se foi acertada ou não. No caso negativo, poderá corrigir a decisão ou declarar a nulidade da decisão de primeiro grau, determinando o retorno dos autos do processo à instância anterior, para que esta decida o conflito.
Eventualmente, pode também haver recurso à terceira instância. Trata-se, neste caso, de recursos especiais (recursos para o Superior Tribunal de Justiça) e recursos extraordinários (recursos para o Supremo Tribunal Federal).